# Holsten-Galerie Neumünster
Die Holsten-Galerie ist ein Shopping-Center in Neumünster. Es befindet sich in direkter Nachbarschaft zum Großflecken, dem zentralen Bereich in der Innenstadt sowie dem Hauptbahnhof von Neumünster. Die Holsten-Galerie feierte am 15. Oktober 2015 ihre Eröffnung. Sie hat auf einer Verkaufsfläche von 22.800 m2 90 Fachgeschäfte, Cafés, Restaurants und Dienstleistungsbetriebe.

## Geschichtlicher Hintergrund
Der Platz der heutigen Holsten-Galerie hat einen geschichtsträchtigen Hintergrund. Bis 1990 war hier der Standort der Tuchfabrik C. Sager Söhne & Co., die Neumünster den Ruf als Stadt der Textilindustrie und dem Sager-Viertel seinen Namen gab. Es ist überliefert, dass Carl Severin Sager 1828 eine Lohnfärberei und Appreturanstalt gründete. Erst nach der Umstellung seiner Produktion 1847 auf die moderne Dampfmaschine entwickelte sich das Unternehmen von Sager nach und nach zu einer reinen Tuchfabrik.
Aufgrund eines Brandes wurde das Fabrikgebäude der Tuchfabrik 1858 zerstört. Dies war jedoch nicht das Ende des Unternehmens. Die Söhne von Carl Sager sowie dessen Schwiegersohn kümmerten sich um den Wiederaufbau der Fabrik und übernahmen das Geschäft. Mit 108 Beschäftigen galt das Unternehmen zu diesem Zeitpunkt als größte Tuchfabrik in Neumünster. Mit einem weiteren Großbrand musste es einen erneuten Rückschlag überwinden. Doch auch dieser war nur von kurzer Dauer und beendete nicht die voranschreitende Entwicklung der Tuchfabrik. 1912 beschäftigte die Tuchfabrik C. Sager Söhne & Co. 248 Arbeiter.
Schließlich musste sich die Tuchfabrik C. Sager Söhne & Co. einem weiteren Unglück stellen: Die Bombenangriffe, die der Zweite Weltkrieg mit sich brachte, ließen lediglich 35 Prozent des Werkes übrig. Erneut wurde die Fabrik aufgebaut, die Maschinen aus den Trümmern gegraben und wieder zum Laufen gebracht. Noch bis 1990 war die Tuchfabrik ein fester Bestandteil Neumünsters, bis die Firma Insolvenz anmelden musste.
Die Eindrücke der damaligen Zeit und die Geschichte der Tuchindustrie in Neumünster können heute noch im Museum für Tuch und Technik in Neumünster erlebt werden.

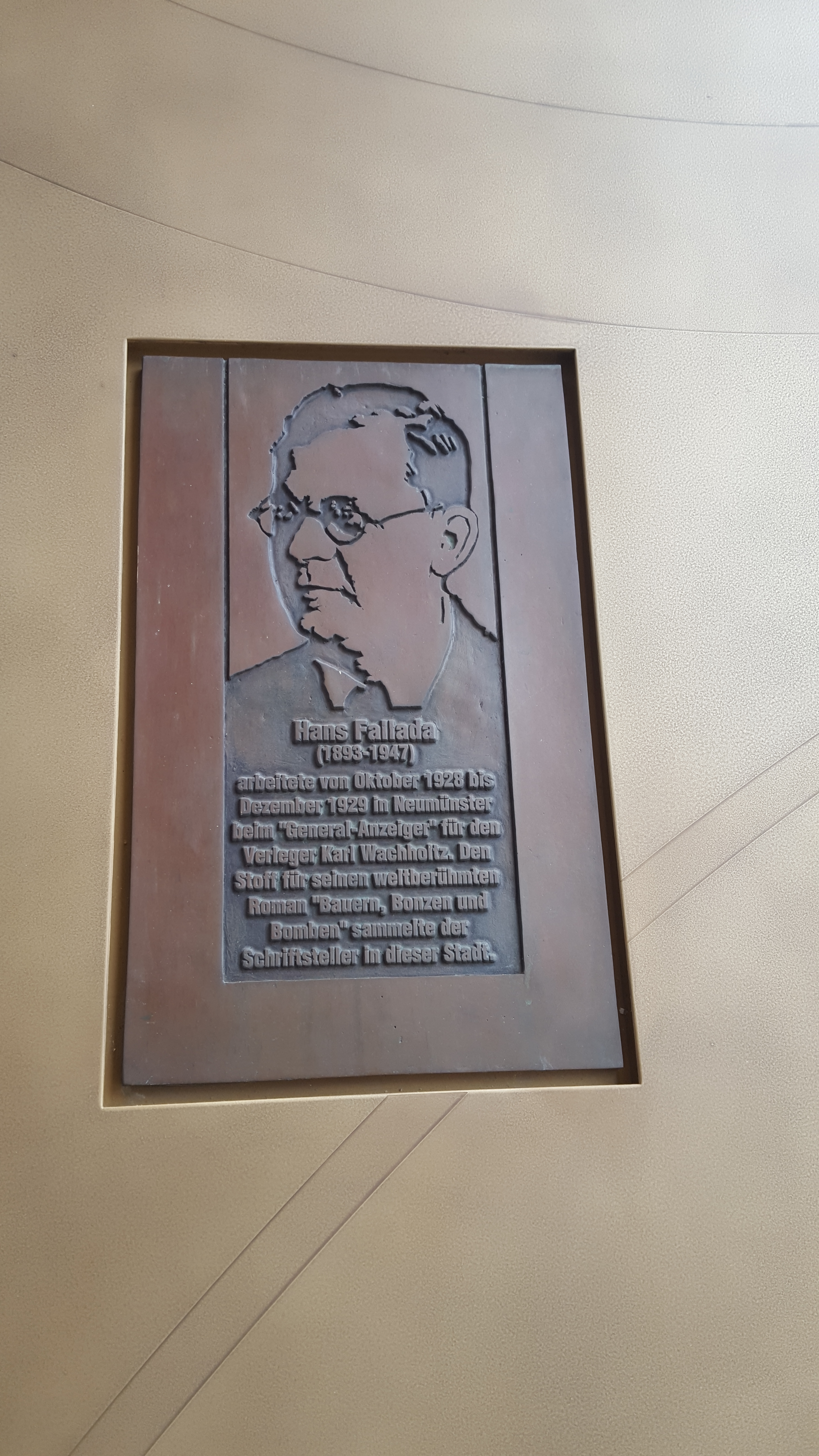
Gedenktafel von Hans Fallada am Eingang der Holsten-Galerie

Ein weiterer Teil der Geschichte der heutigen Holsten-Galerie ist das ehemalige Courier-Haus am Gänsemarkt, dem Sitz des Zeitungsverlags des Holsteinischen Couriers. 1945, kurz vor Ende des Zweiten Weltkrieges, traf ein feindlicher Bomber die Innenstadt von Neumünster. Getroffen wurde auch das Courier-Haus, das hierbei stark zerstört wurde. Die Verlegerfamilie Wachholtz sowie deren Mitarbeiter gaben allerdings nicht auf, legten die Maschinen frei und bauten ihren Arbeitsplatz wieder auf. 1949 konnte das Courier-Haus am Gänsemarkt wieder eröffnen. Bis dahin wurde der Zeitungsbetrieb provisorisch in einem anderen Gebäude fortgesetzt. Am 1. Oktober 1949 konnte der erste Holsteinische Courier nach der Zerstörung durch den Krieg erscheinen. 1950 übernahm der Sohn von Karl Wachholtz das Geschäft, dieser expandierte und baute das Courier-Haus weiter aus. Bis 1980 gab es diverse Umbauten, bis schließlich die Courier-Passage entstand.
Im Bereich des ehemaligen Courier-Hauses wurde seinerzeit Literaturgeschichte in Neumünster geschrieben. Hans Fallada hat in Neumünster beim Holsteinischen Courier gearbeitet und sich zu dem Buch „Bauern, Bonzen und Bomben“ anregen lassen. Die Gedenktafel zu Ehren Hans Falladas wurde am Eingang der Holsten-Galerie an der Seite zum Gänsemarkt wieder eingebaut, um so an ihn zu erinnern.

## Neuentwicklung
1997 erwarb der Unternehmer Uli Wachholtz das ehemalige Fabrikgelände. Die Fläche wurde daraufhin als Parkplatz und als Fläche für Büroeinheiten genutzt. Im neu entstandenen Sager-Viertel sollten regelmäßig Märkte und Veranstaltungen stattfinden. Der tägliche Wochenmarkt konnte sich hier jedoch nicht durchsetzen. In der Veranstaltungshalle fanden zwar einige größere Ereignisse statt, die auch größere Erfolge erzielten, so z. B. das Schleswig-Holstein Musik Festival 2003, doch die eigentliche Idee war immer die Entstehung eines Einkaufszentrums.
Die ECE sah den Standort Neumünster als einen geeigneten Standort dafür. Für den Bau mussten diverse Grundstücke verbunden werden. Das Courier-Haus war durch den Zeitungsbetrieb auf Büroräumlichkeiten ausgelegt, sodass es schwierig war, diese kleinteilige Flächenaufteilung in ein Einkaufszentrum zu integrieren. Auch standen die geringen Bestandshöhen der einzelnen Geschosse einer Nutzung für großflächigen Einzelhandel entgegen. Das führte zu dem Entschluss, auch dieses Gebäude komplett neu zu bauen.

## Architektur

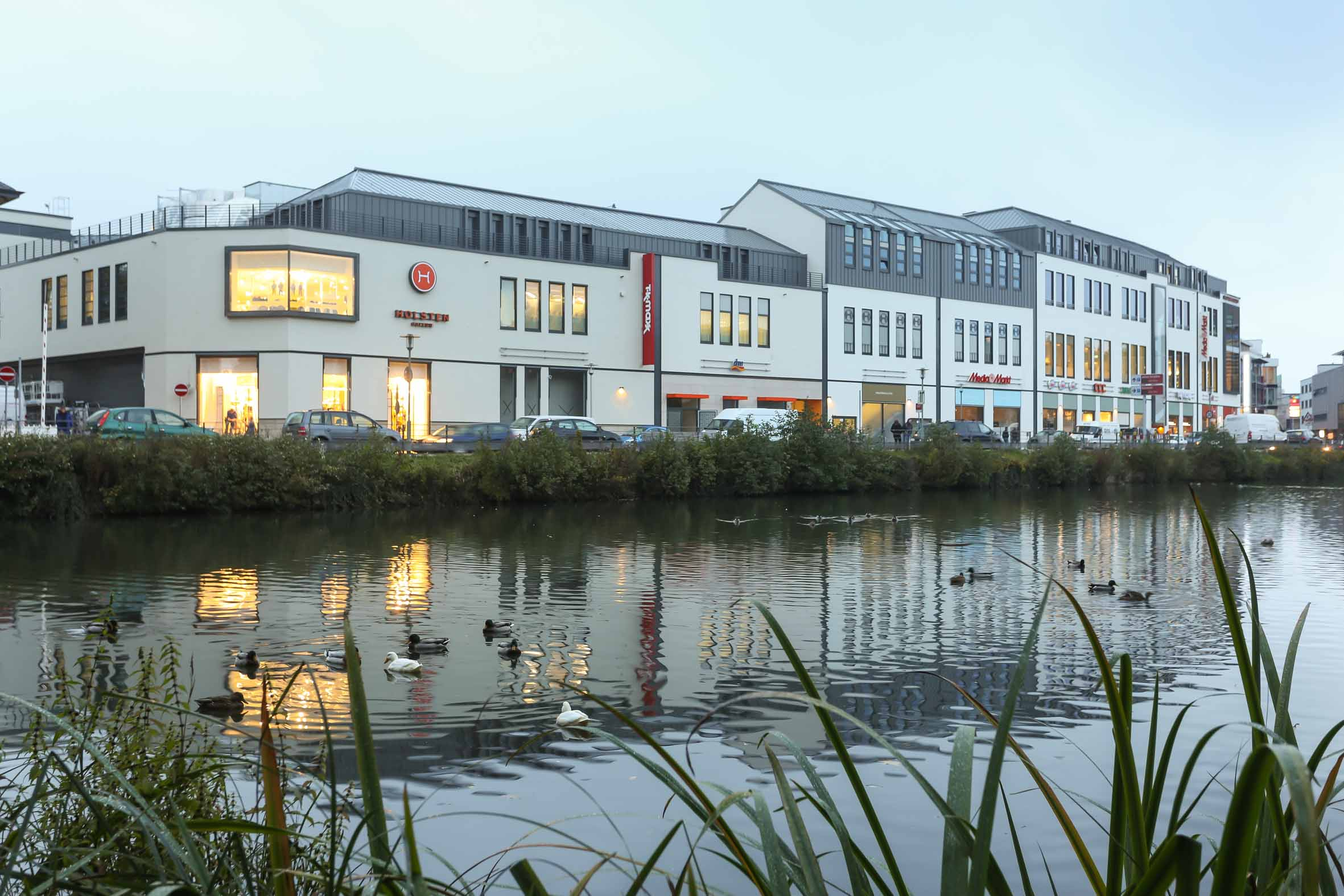
Holsten-Galerie Neumünster Außenansicht

Das Gelände, auf dem die heutige Holsten-Galerie steht, musste zunächst im Rahmen einer Flächensanierung entsprechend umgewandelt werden.
Das zum Bahnhof orientierte Areal der ehemaligen Tuchfabrik erhielt daher eine straff gerasterte Ziegelfassade, die an die industrielle Vergangenheit erinnert. Städtebaulich ordnet sich hier die Holsten-Galerie der Kirche St. Maria-St. Vicelin unter. Pfarrhaus und Kirche werden von einer sorgsam gegliederten Ziegelfassade gerahmt, die in einem weiten Bogen bis zur Fabrikstraße verläuft.

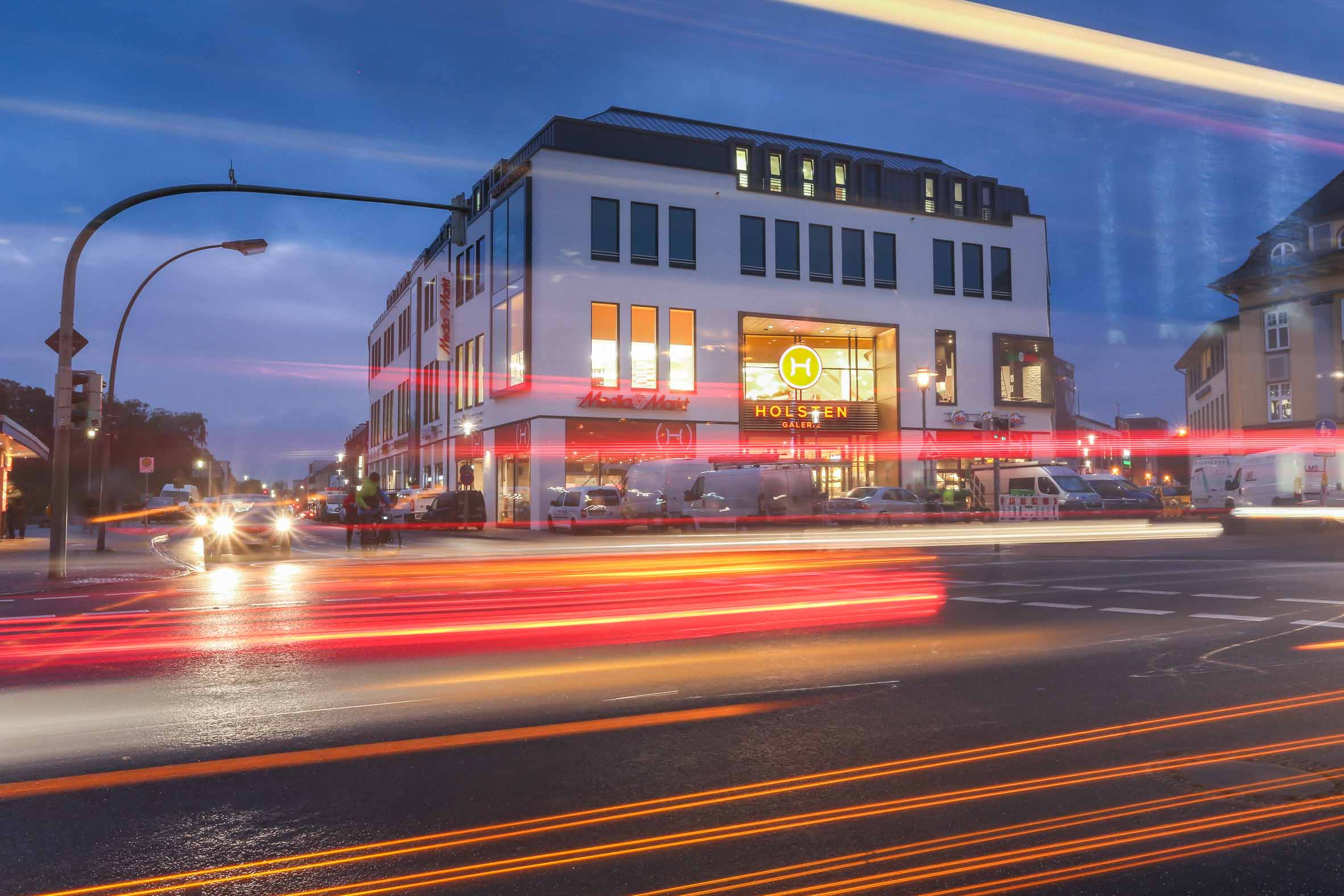
Holsten-Galerie Neumünster Außenansicht

Die Querverbindung von der Fabrik- zur Kaiserstraße, welche die Ladenstraße quert, erhielt einen Bodenbelag aus Klinkersteinen. Hier ist die Fortsetzung der nun überbauten Fabrikstraße und gleichzeitig die ursprüngliche Besiedlungsgrenze Neumünsters erkennbar.
Das am Gänsemarkt befindliche Kopfgebäude der Holsten-Galerie hingegen interpretiert die schlichte Nachkriegsmoderne des ehemaligen Courier-Hauses neu. Es orientiert sich an Volumen, Architektur und Material des Vorgängerbaus. Daher erhielt es eine klar gegliederte, helle Putzfassade. Die modernen und großzügigen Verglasungen hingegen erlauben einen Ausblick auf den Gänsemarkt und den Teich – bis hinüber zum Großflecken.
Am Teichufer bleibt auch zukünftig die einst kleinteilige Grundstücksparzellierung durch die prägnante Fassadengliederung ablesbar und folgt leicht schwingend dem Verlauf des Teichs. Die dortige Dachlandschaft staffelt sich bewusst zur niedrigeren Nachbarbebauung hinab. Sie ist einheitlich in dunklem Metall gehalten und wird durch vertikal gestaltete Gauben-Gruppen gegliedert, welche die dort befindlichen Büroflächen belichten.

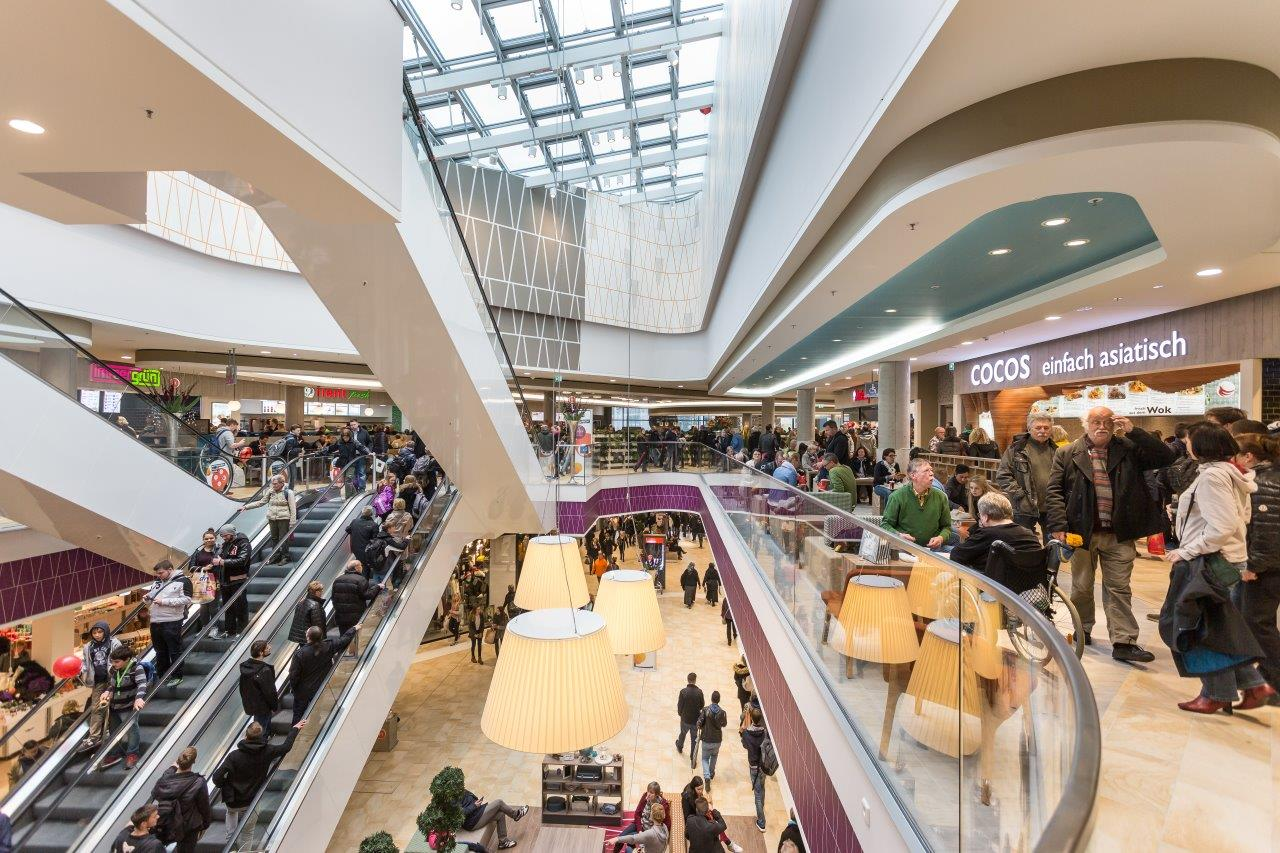
Holsten-Galerie Neumünster Innenansicht

Die Architekten haben sich allerdings nicht an allen Teilen der Galerie an die ursprüngliche Architektur gehalten. Beispielsweise hat man sich in der Kaiserstraße eher an der modernen Bauweise orientiert, um ein ansprechendes und einheitliches Stadtbild zu gewährleisten.

## Funktionsbereiche

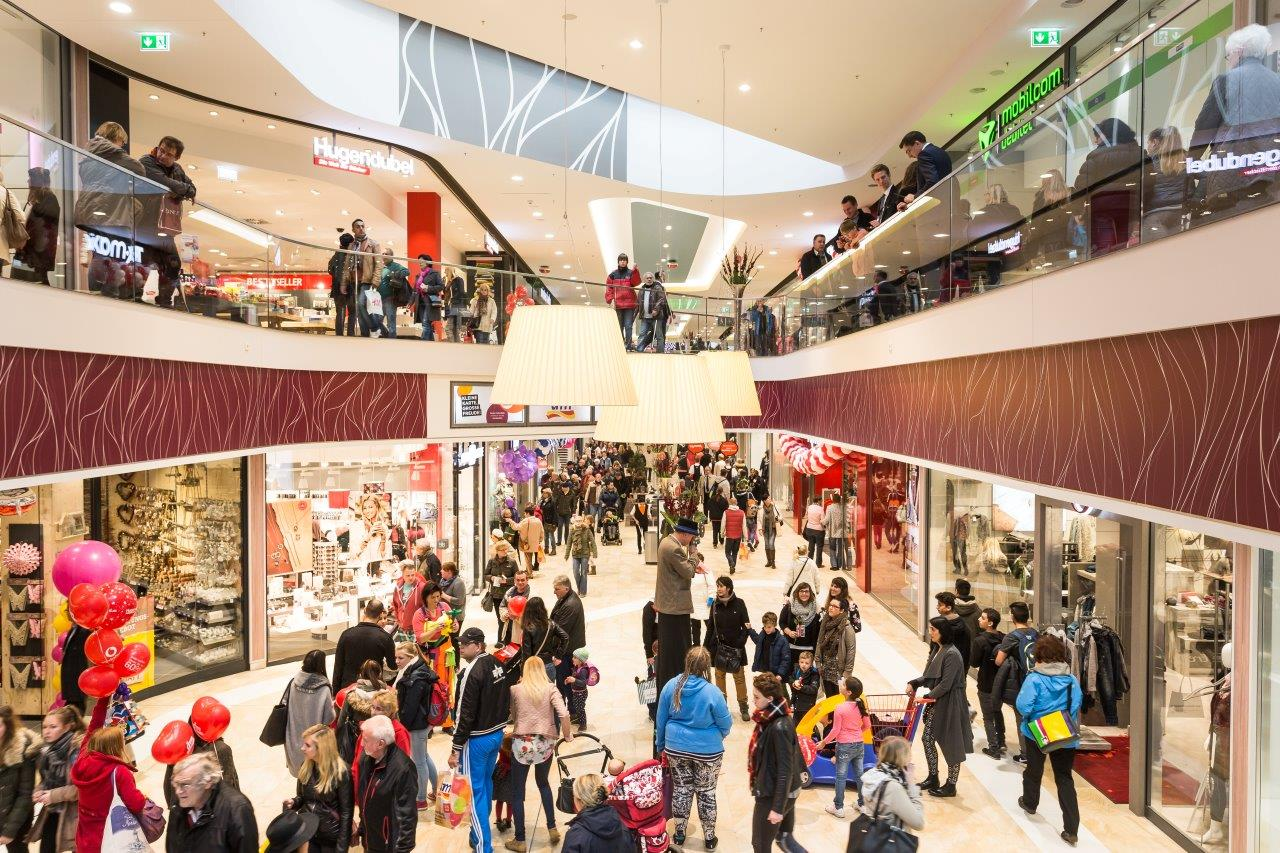
Holsten-Galerie Neumünster Innenansicht

### Einzelhandel
Innerhalb der Holsten-Galerie erstreckt sich der Einzelhandel über das gesamte Erd- und Obergeschoss. Man findet im Shopping-Center klassische Mode- und Schuhgeschäfte, Fachhändler für Elektronik und Unterhaltungselektronik, eine Drogerie, zwei Parfümerien, eine Buchhandlung, einen Tabakladen, eine Apotheke, ein Reformhaus, ein Eiscafé, diverse Shops mit Wohnaccessoires, Optiker, Friseure und verschiedene Schmuckgeschäfte. Daneben finden die Gäste im ersten Obergeschoss den Gastronomiebereich mit verschiedenen Gastronomieanbietern. Zusätzlich gibt es auch im Erdgeschoss zwei Bäcker und zwei weitere Gastronomieanbieter.

### Parkhaus
Zum Parken kann sowohl das Parkhaus als auch das Parkdeck genutzt werden. Das Parkhaus der Holsten-Galerie befindet sich an der Kaiserstraße und ist über den Nebeneingang direkt zu erreichen. Das Parkdeck erreicht man über die Fabrikstraße. Von da aus gelangt man über Fahrtreppen und Aufzüge direkt in die Ladenstraße.

### Büroflächen
Neben der Einzelhandelsfläche befinden sich im zweiten und dritten Obergeschoss auf 1.400 m2 Büroflächen.